# Krokodildjur
Krokodildjur eller Krokodilartade djur (Crocodilia eller Crocodylia) är en ordning bland kräldjuren som uppkom för ungefär 230 miljoner år sedan under triasperioden. De är tillsammans med fåglar de enda nu levande djur som härstammar ifrån Archosauria.
De första krokodildjuren tillhörde underordningen Sphenosuchia som var mycket olika dagens krokodildjur. De levde under trias och jura. För 210 miljoner år sedan utvecklades dock Protosuchia som hade flera av de typiska egenskaperna för dagens krokodiler. De hade dock längre ben placerade under kroppen och levde troligen mestadels på land. För omkring 200 miljoner år sedan utvecklades underordningen Mesosuchia med arter anpassade både för liv på land och i vatten. Dagens krokodildjur tillhör underordningen Eusuchia som utvecklades för ungefär 80 miljoner år sedan.
Krokodildjuren skiljer sig från de flesta andra kräldjur genom att, liksom däggdjuren, ha ett fyrkamrigt hjärta. Deras tänder sitter precis som hos däggdjuren i en käke av ben, men krokodildjurens tänder byts ut kontinuerligt under hela deras levnad. Varje tand är ihålig, och inuti den tand som används växer redan en ny ut. En enda krokodil kan producera upp till 3000 tänder under sitt liv.
De idag levande familjer inom krokodildjur som finns kvar tillhör underordningen Eusuchia:
- Krokodiler (Crocodylidae)
- Alligatorer och kajmaner (Alligatoridae)
- Gavialer (Gavialidae)

Övriga underordningar är idag utdöda däribland:
- Protosuchia
- Mesosuchia
- Sebecosuchia
- Thalattosuchia